# Ка Векија (Ферара)
Ка Векија (итал. Ca' Vecchia) је насеље у Италији у округу Ферара, региону Емилија-Ромања.
Према процени из 2011. у насељу је живело 12 становника. Насеље се налази на надморској висини од 5 м.